# Les Aiades
Les Aiades és una muntanya de 1.351 metres que es troba al municipi d'Ogassa, a la comarca catalana del Ripollès.